# 나나 비지터
나나 비지터(Nana Visitor, 1957년 6월 26일 ~ )는 미국의 배우이다.

## 출연 작품
- 어 브레드 팩토리, 파트 원 (2018)
- 어 브레드 팩토리, 파트 투 (2018)
- 인 마이 포켓 (2011)
- 레지던트 (2011)
- 13일의 금요일 (2009)
- 스윙 보트 (2008)
- 애 봐주는 사람 구함 (2007)
- 데이 알 어멍 어스 (2004)
- 다크 엔젤 - TV 시리즈 (2000)
- 스타 트렉 - 스페이스 나인 (1993)
- 스타 트렉 - 스페이스 나인 TV 시리즈 (1993)
- 스프릿 (1987)
- 제시카의 추리 극장 (1984)
- 원 라이프 투 리브 (1968)